# Crematogaster javanica
Crematogaster javanica är en myrart som beskrevs av Menozzi 1935. Crematogaster javanica ingår i släktet Crematogaster och familjen myror. Inga underarter finns listade i Catalogue of Life.